# شهار
شهار: قرية تقع بمحافظة بارق في جنوب المملكة العربية السعودية، في غربي إمارة بارق على مسافة سبعة أكيال تقريباً، ويبلغ تعداد سكانها 844 نسمة حسب الإحصاء الذي جرى عام 2004، وهم من قبيلة آل سالم.
وقدر سكانها عام 1970 بألف نسمة، وانخفاض سكانها فسببه هجرة أهلها منها للعيش والعمل في مدن أكبر، ومعظم بيوتها أصبحت من دون ساكنيها الذين تخلوا عنها.

## التسمية
شِهَار - بكسر أوله وفتح ثانيه، وهو في عاميتهم اسم لكل أرض منبسطة ظاهرة .

## الموقع
تقع شهار على ضفتي وادي شهار، في جنوبي العجمة، غرب جبل الأضحى، شمال قرى صعبان، وشرق قرى ثعيب.